# Левиз-оф-Менар, Андреас фон
Андреас фон Левиз-оф-Менар (нем. Andreas von Löwis of Menar; 1777—1839) — российский писатель

, лесник, гравёр и художник из прибалтийских немцев; брат генерал-лейтенанта Фёдора Фёдоровича Левиза.

## Биография
Андреас фон Левиз-оф-Менар родился 24 декабря 1777 года  близ Ревеля; происходил из дворянского рода внесённого в дворянский матрикул всех трёх Прибалтийских губерний Российской империи; отец — генерал-майор Русской императорской армии Райнхольд Фридрих фон Левиз-оф-Менар (1731–1794), мать Доротея Елизабет (в девичестве Клапье де Колонг; 1744—1799). Первоначальное образование получил в доме родителей.
В 1794 году он поступил на военную службу в русскую армию вахмистром в конную гвардию, в 1796 году был переведён в Дворянский кавалерийский полк, но уже в следующем 1797 году подал в отставку.
В 1801 году он отправился за границу, слушал лекции в Йенском университете, затем в Гейдельбергском и около двух лет (1806—1808) провёл в Лесном институте в Шветцингене.
В 1808 году он вернулся в Лифляндию, а с 1811 года Андреас фон Левиз-оф-Менар был назначен секретарём Лифляндского экономического сельскохозяйственного общества. Он также состоял почётным членом Латинского общества в Йене и действительным членом Минералогического общества в Веймаре, а также членом Курляндского литературно-художественного общества.
Как художник он очень интересен своими зарисовками не только с художественной составляющей, но и с исторической. Некоторые его работы представлены в Эстонском художественном музее в Таллине. Принимал участие в составлении карт Ливонии.
В 1835 году он женился на вдовствующей баронессе Фридерике Элизабет фон Криденер (нем. Friederika Elisabeth von Krüdener ; 1787–1870); этот брак остался бездетным.
Скончался 16 (28) сентября 1839 года в Лифляндии.
Оставил после себя множество по сельскохозяйственным и иным вопросам вопросам, а также выступал в роли редактора ежегодников Лифляндского сельскохозяйственного общества.